# 埃尔迈略
埃尔迈略，是西班牙卡斯蒂利亚-莱昂萨拉曼卡省的一个市镇。 总面积46平方公里，总人口406人（2001年），人口密度9人/平方公里。